# Etepe Kakoko
Etepe Kakoko (* 22. November 1950 in Kinshasa, Belgisch Kongo) ist ein ehemaliger kongolesischer Fußballspieler.

## Sportlicher Werdegang
Die erste Station des Stürmers war Imana Kinshasa in seiner kongolesischen Heimat. 1977 wechselte er nach Deutschland zum VfB Stuttgart. Dort spielte er zunächst in der Amateurmannschaft. Unter Trainer Willi Entenmann stieg er 1979 mit der Mannschaft in die Oberliga Baden-Württemberg auf und belegte dort als Aufsteiger den ersten Platz. Als Sturmduo mit İlyas Tüfekçi hatte er daran entscheidenden Anteil, während dieser mit 18 Saisontoren gleichauf mit Roland Vogel und dem späteren VfB-Stürmer Fritz Walter hinter Uwe Hertweck den zweiten Rang der Torschützenliste belegte, war er in 28 Saisonspielen 15 Mal erfolgreich gewesen. Zwar war die Mannschaft für die 2. Bundesliga nicht aufstiegsberechtigt, qualifizierte sich jedoch für die Amateurmeisterschaft 1980. Dort erreichte sie nach Erfolgen über Borussia Neunkirchen und KSV Hessen Kassel das Endspiel gegen den FC Augsburg, in dem Bernd Frick und Gunnar Weiß die Stuttgarter bei einem Gegentreffer von Klaus Perrey zu einem 2:1-Erfolg und damit zum Titel schossen. Zwar trug er mit 17 Toren in der folgenden Spielzeit zur Vizemeisterschaft hinter dem SV Sandhausen bei, dennoch dauerte es bis zur Saison 1981/82, ehe er ein Spiel in der Bundesliga für die VfB-Profis absolvierte. Das Spiel gegen Werder Bremen im Dezember 1981 blieb jedoch, trotz erneut 19 Saisontoren in der drittklassigen Oberliga – damit wurde er hinter Manfred Grimm Zweiter der Torschützenliste – sein einziger Profieinsatz für die Schwaben.
Zur Spielzeit 1982/83 folgte dann der Wechsel zum 1. FC Saarbrücken. Hier wurde der Kongolese schnell zu einem Publikumsliebling. Bis 1984 spielte er 49 mal für den Klub, davon 27 Spiele in der zweiten Bundesliga. Von seinen 23 Toren, die er für die Saarbrücker erzielte, gelangen ihm neun in der zweithöchsten deutschen Spielklasse. Nach zwei Spielzeiten beim FC wechselte Kakoko zu Borussia Neunkirchen, wo er schließlich seine Profikarriere beendete.
Etepe Kakoko stand im Kader von Zaire bei der WM 1974 in Deutschland und bestritt während des Turniers zwei Spiele. Insgesamt trug er über 50 mal das Trikot der Nationalmannschaft seines Heimatlandes.
1973 wurde Kakoko Vierter bei der Wahl des Magazins France Football zu Afrikas Fußballer des Jahres.
Etepes Sohn Yannick ist ebenfalls Fußballspieler.